# Titus Boulos Touza
Titus Boulos Touza – duchowny Syryjskiego Kościoła Ortodoksyjnego, od 2012 biskup Brazylii. Sakrę otrzymał 19 lutego 2012 roku.